# Les Meurtres de la Licorne
Les Meurtres de la Licorne (The Unicorn Murders dans l'édition originale américaine) — est un roman policier de John Dickson Carr publié en 1935, sous le pseudonyme de « Carter Dickson ».
Ce « whodunit » est le 4e roman de la série mettant en scène le personnage de Sir Henry Merrivale. Comme dans Un coup sur la tabatière, le roman est l'une des rares intrigues de John Dickson Carr à se dérouler en France.
Le titre évoque deux meurtres qui ont été commis par un criminel dont le surnom est « Flamande ». Ses deux victimes ont chacune reçu un violent coup au crâne ayant laissé un trou arrondi laissant penser qu'elles auraient pu être percutées par la corne d'une licorne.
Le roman évoque la lutte d'un policier français, Gaston Gasquet, contre un bandit rusé, audacieux et brutal, « Flamande ». Ce dernier a annoncé dans les médias qu'il a l'intention de voler « la Licorne », un objet précieux transporté par un diplomate britannique à travers le sol français. L'avion transportant « la Licorne » est obligé de se poser en urgence en plein centre de la France. Les passagers sont recueillis par un châtelain qui leur annonce que Flamande avait organisé l'avarie de l’avion et qu'il l'avait prévenu de leur arrivée. On a de bonne raisons de penser que Flamande est l'un des passagers se trouvant à bord de l'avion. Mais qui est-il ? C'est toute la question.

## Personnages

### L'antagoniste
- « Flamande » : bandit qui nargue la police française.

### Les victimes
- Gilbert Drummond : assassiné à Marseille ; policier britannique et frère de Harvey Drummond.
- Harvey Drummond : assassiné dans le manoir du comte d'Andrieu ; policier britannique et frère de Gilbert Drummond.

### Les enquêteurs
- Enquêteurs anglais
  - Henry Merrivale (« H. M. ») : membre des services spéciaux britanniques.
  - George Ramsden (« sir George ») : diplomate britannique.
  - Kenwood (« Ken ») Blake : le narrateur ; membre des services spéciaux britanniques.
  - Evelyn Cheyne : collègue et amie de Ken ; membre des services spéciaux britanniques.

- Enquêteurs français
  - Gaston Gasquet : inspecteur-chef à la Sûreté.
  - Auguste Allain :  brigadier-chef de la police française.
  - Joseph et Louis : policiers français.

### Les suspects
- Comte d'Andrieu : propriétaire foncier du manoir dans l’Orléanais.
- Ernest Hayward : avocat américain.
- Kirby Fowler : journaliste.
- Édouard Hébert : médecin légiste français.
- Owen Middleton : commerçant britannique.
- Elsa Middleton : son épouse depuis une date récente.

## Résumé

La province historique de l'Orléanais (lieu de l'action du roman).

Le roman est composé de 20 chapitres.
En France, au printemps 1935, l'opinion publique est alertée par une série de vols audacieux perpétrés par « Flamande », un délinquant brutal, rusé et courageux, à qui Gaston Gasquet, inspecteur en chef de la Sûreté, entend mettre la main au collet.
Or le cadavre de Gilbert Drummond, un Anglais, est retrouvé dans un lieu public de Marseille. Le corps a subi une étrange blessure : un trou profond de plusieurs centimètres entre les deux yeux, comme s'il avait été embroché par une corne. Or selon les témoins, les dernières paroles proférées par la victime mentionnaient… une licorne. C'est la première victime de « la licorne ».
Par ailleurs, un diplomate britannique, sir George Ramsden, doit se rendre de Marseille à Paris après un séjour aux Indes et ayant en sa possession un objet précieux en forme de licorne. « Flamande » a annoncé dans les médias qu'il avait l'intention de voler « la Licorne ». Plusieurs indices donnent à penser que Flamande est à bord de l'avion emprunté par George Ramsden. En plein orage, l'avion en provenance de Marseille est détourné et doit se poser en catastrophe sur un champ dans l'Orléanais. Le comte d'Andrieu, propriétaire du Château de l'Île situé non loin de là, accueille d'autant mieux les voyageurs malchanceux qu'il a reçu la veille une lettre signée Flamande annonçant non seulement leur arrivée imminente, mais aussi et que c'est lui qui avait organisé l'avarie de l’avion.
Ayant été alertés, l'inspecteur Gasquet et sir Henry Merrivale se trouvent eux-aussi parmi les résidents du château, bien décidés à empêcher Flamande de mettre son forfait à exécution.
En apparence la situation apparaît simple : dans la mesure où Flamande avait annoncé à la presse qu'il prendrait le même avion que Ramsden, on peut en déduire que Flamande est l'un des passagers de l'avion. Néanmoins Flamande est passé maître dans l'art du déguisement, et peut prendre toute apparence et tout timbre ou accent de voix, de femme comme d'homme. Pour sa part Gasquet est lui-aussi capable de se faire passer pour quelqu'un d'autre. Parmi les passagers, qui est Flamande ? qui est Gasquet ? La situation est d'autant plus embrouillée que les deux protagonistes sont intelligents, rusés et manipulateurs.
Au cours de la soirée qui suit l'arrivée des passagers dans le château et au moment où tout le monde se change pour le dîner, celui qu'on croyait être Gasquet et qui s'était proclamé comme étant le policier (Harvey Drummond) est assassiné en haut de l'escalier principal du manoir. Bien qu'aucune arme n'ait été retrouvée à proximité, son front présente un énorme trou entre les deux yeux : il est la seconde victime de « la licorne ».
L'enquête s'avère compliquée :
- d'une part, le moyen utilisé pour tuer Harvey Drummond est inconnu (il semble même avoir été percuté au front par une licorne, comme son frère Gilbert à Marseille) ;
- d'autre part, aucun des hôtes du château ne semble avoir pu commettre matériellement le meurtre.

La situation est tellement confuse que Kenwood (« Ken ») Blake, le narrateur, est accusé d'être Flamande alors que le lecteur sait qu'il est innocent.
Plusieurs péripéties émaillent le récit. On apprend par exemple que c'est Gasquet qui a organisé l'atterrissage de l’avion près d'Orléans et que c'est lui qui a envoyé une fausse lettre signée Flamande aux journaux. On découvre aussi que Gasquet a pris l'identité du comte d'Andrieu et qu'il a machiné un plan pour obliger Flamande à rester dans le manoir, devenu une sorte de prison, isolé de l'extérieur et cerné, outre Gasquet, par trois policiers.
Entre dissimulations et usurpations d'identités, mensonges, manipulations, vengeances, échanges de valises, transport d'une arme ayant permis de tuer les victimes (en l'occurrence un pistolet d'abattage), Gasquet et Henry Merrivale vont devoir être plus malins que Flamande…
Après la résolution de cette énigme particulièrement complexe, on apprend que la « Licorne » censée être transportée par George Ramsden avait pris un autre chemin et se trouvait à Londres depuis plusieurs jours. Cette « Licorne » est en réalité un cadeau précieux remis par un maharadjah hindou à la Couronne britannique en l'honneur des 25 années du règne de George V. Pour leur part, Evelyn et Ken décident de prolonger leur séjour en France : ils sont tombés amoureux l'un de l’autre durant cette aventure.

## Autour du roman
Plus tard, dans Arsenic et Boutons de manchette (1936), Ken et Evelyn seront sur le point de se marier. Dans La Flèche peinte, ils seront mariés.

## Éditions
- Éditions originales en anglais
  - (en) Carter Dickson, The Unicorn Murders, New York, Morrow, 1935 — édition originale américaine.
  - (en) Carter Dickson, The Unicorn Murders, Londres, Heinemann, 1935 — édition originale britannique.

- Éditions françaises
  - (fr) John Dickson Carr (auteur) et Danièle Grivel (traducteur) (trad. de l'anglais), Les Meurtres de la licorne [« The Unicorn Murders »], Paris, Librairie des Champs-Élysées, coll. « Le Masque no 2041 », 1991, 251 p. (ISBN 2-7024-2128-8, BNF 35526539)
  - (fr) John Dickson Carr (auteur) et Danièle Grivel (traducteur) (trad. de l'anglais), Les Meurtres de la licorne [« The Unicorn Murders »], « in » J.D. Carr, vol. 3 - Sir Henry Merrivale (1934-1937), Paris, Librairie des Champs-Élysées, coll. « Les Intégrales du Masque. », 1993, 1084 p. (ISBN 2-7024-2338-8, BNF 35585342) Ce volume omnibus réunit les romans suivants : La Maison de la peste, La Mort dans le miroir, La Maison du bourreau, Les Meurtres de la licorne, Arsenic et Boutons de manchette

## Source bibliographique
- Roland Lacourbe, John Dickson Carr : scribe du miracle. Inventaire d'une œuvre, Amiens, Encrage, 1997, p. 75.